# Азербайджан в международных организациях
В статье указаны международные организации, в которых Азербайджан участвует в качестве официального члена, наблюдателя или в ином формате с момента обретения независимости в 1991 году.

## Список
| Характеристика организации              | Организации, официальным членом которых является Азербайджан | Организации, в которых Азербайджан является наблюдателем            | Организации, в которых участвует Азербайджан принимает участие                                                                                      |
| --------------------------------------- | --- | ------------------------------------------------------------------- | --- |
| Всемирные                               | Организация Объединённых Наций ООН, Движение неприсоединения, Продовольственная и сельскохозяйственная организация ООН, Международное агентство по атомной энергии, Международный банк реконструкции и развития, Международная организация гражданской авиации, Международное движение Красного Креста и Красного Полумесяца, Международная федерация обществ Красного Креста и Красного Полумесяца, Международная ассоциация развития, Международный фонд сельскохозяйственного развития, Международная финансовая корпорация, Международная организация труда, Международный валютный фонд, Международная морская организация, Интерпол, Международный олимпийский комитет, Международная организация по миграции, Международная организация по стандартизации, Международный союз электросвязи, Международная конфедерация профсоюзов, Организация по запрещению химического оружия, ЮНКТАД, ЮНЕСКО, ЮНИДО, Всемирный почтовый союз, Всемирная таможенная организация, Всемирная организация здравоохранения, Всемирная организация интеллектуальной собственности, Всемирная метеорологическая организация, Всемирная туристская организация | Всемирная торговая организация, Форум стран — экспортёров газа      | Комиссия ОЭСР по содействию и развитию (участник) Неформальные организации: Глобальный Север и Глобальный Юг, Организация стран — экспортеров нефти |
| Европа и Северная Америка               | Европейское политическое сообщество, Совет Европы, Организация черноморского экономического сотрудничества, Черноморский форум партнерства и диалога, Организация по безопасности и сотрудничеству в Европе, ГУАМ, Европейский банк реконструкции и развития, Европейская экономическая комиссия ООН, Восточное партнёрство (Евросоюз), Парламентская ассамблея Совета Европы, Пражский процесс, Парламентская ассамблея Евронест, УЕФА, Бакинская инициатива, Южный газотранспортный коридор NATO: Партнёрство во имя мира, Индивидуальный план партнёрства с НАТО, Совет евроатлантического партнёрства, Центр передового опыта по морской безопасности |                                                                     | |
| Азия и Евразия                          | Организация экономического сотрудничества, Азиатский банк развития, Азиатский банк инфраструктурных инвестиций, Экономическая комиссия ООН для Азии и Тихого океана, Специальная программа ООН для экономик стран Центральной Азии (СПЕКА), Центральноазиатское региональное экономическое сотрудничество, Совещание по взаимодействию и мерам доверия в Азии, Азиатская парламентская ассамблея, ТРАСЕКА, Платформа регионального сотрудничества Южного Кавказа (3+3), Лазуритовый коридор, Транспортный коридор Север — Юг, Пояс и путь | Межпарламентская ассамблея Ассоциации государств Юго-Восточной Азии | Шанхайская организация сотрудничества (партнер по диалогу)                                                                                          |
| Турецкие государства                    | Организация тюркских государств, Международная организация тюркской культуры, Парламентская ассамблея тюркоязычных стран, TAKM |                                                                     | |
| Организации бывших советских государств | Содружество Независимых Государств, Межгосударственный авиационный комитет, Евразийская патентная организация |                                                                     | |
| Мусульманские государства               | Организация исламского сотрудничества, Исламская восьмёрка, Исламский банк развития |                                                                     | |
| Латинская Америка                       | | Тихоокеанский Альянс                                                | |

## Заявки на членство и процессы

Карта БРИКС. Страны, подавшие заявки на вступление в организацию, включая Азербайджан, обозначены жёлтым цветом.

### БРИКС
Азербайджан объявил о подаче заявки на вступление в организацию БРИКС 20 августа 2024 года. Правительство России поддержало эту заявку. Предполагается, что Азербайджан первоначально получит статус государства-партнёра, а в дальнейшем — статус полноправного члена. В документе о стратегическом партнерстве, подписанном Азербайджаном с Китаем (3 июля 2024 года), также упоминается членство Азербайджана в БРИКС.

### Шанхайская организация сотрудничества
С 10 июля 2015 года Азербайджан является партнером по диалогу Шанхайской организации сотрудничества. Для того, чтобы стать полноправным членом организации, необходимо сначала стать наблюдателем. В 2024 году Азербайджан подал заявку на получение статуса наблюдателя в этой организации. В подписанном Азербайджаном с Китаем документе о всеобъемлющем стратегическом партнерстве (23 апреля 2025 года) отмечено, что Китай поддерживает повышение статуса Азербайджана в Шанхайской организации сотрудничества.

### Всемирная торговая организация
Азербайджан является членом-наблюдателем Всемирной торговой организации (ВТО). Для официального членства Азербайджана в этой организации с 16 июля 1997 года в Секретариате ВТО действует рабочая группа по Азербайджану. В интервью, данном в 2025 году Президентом Азербайджанской Республики Ильхамом Алиевым, было отмечено, что Азербайджан не спешит становиться членом этой организации и важно, чтобы членство в организации не наносило ущерба интересам местных производителей. В документе о всеобъемлющем стратегическом партнерстве, подписанном Азербайджаном с Китаем (23 апреля 2025 года), отмечено, что Китай поддерживает скорейшее вступление Азербайджана в ВТО.